# (29502) 1997 WL35
A (29502) 1997 WL35 a Naprendszer kisbolygóövében található aszteroida. A LINEAR projekt keretében fedezték fel 1997. november 29-én.